# Tiffany Boone
Pour les articles homonymes, voir Boone.
Tiffany Boone est une actrice américaine.

## Biographie
Elle a grandi avec sa mère à Baltimore dans le Maryland. Sa mère travaille pour l'aide sociale et son père est mort en 1991 à l'âge de 21 ans. En 2009, elle est diplômée de la California Institute of the Arts.

## Filmographie

### Cinéma
- 2006 : Hamilton : Briana
- 2011 : Detention : Mimi
- 2011 : Butterfinger the 13th : Sonja
- 2012 : Pie Head: A Kinda' True Story : Xochitl
- 2013 : Sublimes Créatures : Savannah Snow
- 2013 : Full : Jami Teasly
- 2015 : The Curse of Downers Grove : Fille aînée #1
- 2017 : Feed : Casey
- 2019 : A Madea Family Funeral
- 2020 : Minuit dans l'univers (The Midnight Sky) de George Clooney : Maya

### Télévision

#### Séries télévisées
- 2012 : UNmatchable : Emma Richards
- 2012 : Southland : Crystal (2 épisodes)
- 2012 : Suburgatory : Alice
- 2013 : Grey's Anatomy : Jaelyn Donovan
- 2013 : Perception : l'adolescente
- 2014 : Following : Mandy Lang (12 épisodes)
- 2014 : Major Crimes : Keisha Perry
- 2015 : Once Upon A Time : Ursula, jeune
- 2015 : Complications : Ingrid Meyers (4 épisodes)
- 2018–2019 : The Chi : Jerrika Little (16 épisodes)
- 2020 - 2023 : Hunters : Roxy Jones
- 2020 : Little Fires Everywhere : Mia, jeune (2 épisodes)
- 2021 : Nine Perfect Strangers : Delilah (8 épisodes)

#### Téléfilms
- 2013 : Le Rôle de sa vie (Reading Writing & Romance) : Jenny
- 2015 : Point of Honor : Phoebe
- 2016 : Suivre son cœur (Advance & Retreat) : Joy